# لیو هیوسن
لیو هیوسن (متولد ۲۹ نوامبر ۱۹۹۵) هنرپیشه و نمایشنامه نویس استرالیایی است. هیوسن 
او بازیگری را در تئاتر جوانان کانبرا شروع کرد و در پروژه های متعددی حضور یافت. لیو هیوسن سابقه بازی در فیلم و سریال هایی همچون ژاکت زردها، بذار برف بباره، رژیم غذایی سانتا کلاریتا، بامبشل، پازل و کد را در کارنامه هنری خود دارد
صفحه اصلی توییتر لیو هیوستون:
لیو هیوسون بازیگر و نویسنده 22 ساله اهل کانبرا است که در حال حاضر تلاش می‌کند تا به طور همزمان در ملبورن و لس آنجلس بدون کمک یک زمان‌گردان زندگی کند. ممکن است آنها را از رژیم غذایی سانتا کلاریتا ، یا ملکه های بازگشت به خانه ، یا نمایشنامه ای که یک بار دیده اید، بشناسید . شاید یک بار در تراموا با آنها ارتباط چشمی برقرار کرده باشید. می‌توانید Liv را در توییتر livhewson@ برای جوک‌های عجیب و در اینستاگرام @liv.hewson برای عکس‌های زیبا و همچنین جوک‌های عجیب‌تر پیدا کنید